# Gerhard Müller (Theologe)
Gerhard Müller (* 10. Mai 1929 in Marburg; † 10. Mai 2024 in Erlangen) war ein deutscher evangelischer Theologe und Landesbischof der Evangelisch-Lutherischen Landeskirche in Braunschweig.

## Leben
Gerhard Müller besuchte das Gymnasium in Marburg an der Lahn, an dem er 1948 das Abitur ablegte. Anschließend studierte er Evangelische Theologie an den Universitäten Marburg, Göttingen und Tübingen. Im ersten Jahr seiner Vikariatszeit wurde er 1954 von der Evangelisch-Theologischen Fakultät der Universität Marburg mit einer Dissertation über Sebastian Franck zum Dr. theol. promoviert. 1956/1957 war er Pfarrer in Hanau und anschließend bei der Deutschen Forschungsgemeinschaft in Rom tätig. 1959 wurde er Assistent am Ökumenischen Seminar in Marburg an der Lahn. 1960 habilitierte er sich für Kirchen- und Dogmengeschichte in Marburg. Ab 1966 war er Gastdozent am Deutschen Historischen Institut Rom. Schließlich wurde er zum Professor für Historische Theologie an die Friedrich-Alexander-Universität Erlangen-Nürnberg berufen, an der er 15 Jahre lehrte.
Am 19. Februar 1982 wählte ihn die Landessynode der Evangelisch-Lutherischen Landeskirche in Braunschweig zum Landesbischof und damit zum Nachfolger von Gerhard Heintze. Am 30. September trat er sein Amt an. Ein Jahr später wurde er Honorarprofessor an der Universität Göttingen. Im gleichen Jahr übernahm er für vier Jahre den Vorsitz in der Konföderation evangelischer Kirchen in Niedersachsen, bevor er 1987 zum stellvertretenden Leitenden Bischof und Mitglied der Kirchenleitung der Vereinigten Evangelisch-Lutherischen Kirche Deutschlands (VELKD) gewählt wurde. Nach Ablauf der Amtszeit von Bischof Karlheinz Stoll wurde Müller 1990 dessen Nachfolger als Leitender Bischof der VELKD.
1993 kündigte Müller an, seine Ämter aufzugeben. Die Landessynode der Evangelisch-Lutherischen Landeskirche in Braunschweig wählte daher im November 1993 Christian Krause zu seinem Nachfolger. Sein Nachfolger als Leitender Bischof der VELKD wurde Horst Hirschler (Hannover). Müller gehörte 2011 zu den Unterzeichnern eines offenen Briefes, der von mehreren Altbischöfen verfasst wurde und sich gegen die Änderung des EKD-Pfarrdienstgesetzes zur Zulassung von homosexuellen Paaren im Pfarrhaus aussprach. 2011 trat er noch einmal als Mitunterzeichner eines offenen Briefes mehrerer Altbischöfe der evangelischen Landeskirchen, der sich deutlich gegen die Ordination von Pfarrern ausspricht, die in gleichgeschlechtlichen Partnerschaften leben, an die Öffentlichkeit. Die weiteren Unterzeichner waren Eduard Berger, Heinrich Herrmanns, Jürgen Johannesdotter, Werner Leich, Gerhard Maier, Theo Sorg und Ulrich Wilckens.
Müller hatte neben seiner Funktion als Landesbischof auch mehrere Ehrenämter inne. So war er von 1975 bis 1983 Präsident der Luther-Gesellschaft. Ferner war er Mitglied der Historischen Kommission des deutschen Nationalkomitees des Lutherischen Weltbundes, der Historischen Kommission für Hessen und der Akademie der Wissenschaften und der Literatur Mainz.
Er war Herausgeber der Andreas-Osiander-Werkausgabe und der Theologischen Realenzyklopädie, des derzeit umfangreichsten theologischen Lexikons im deutschsprachigen Raum. Müller erhielt 1980 die Ehrendoktorwürde der Universität St. Andrews.
Gerhard Müller war seit 1957 verheiratet und Vater zweier Söhne. Er starb nach längerer Krankheit an seinem 95. Geburtstag im bayrischen Erlangen.

## Schriften (Auswahl)
- Sebastian Francks „Krieg-Büchlin des Friedes“ und der Friedensgedanke im Reformationszeitalter. Diss., Universität Marburg 1954.
- Die Rechtfertigungslehre. Geschichte und Probleme. Gütersloher Verlagshaus Mohn, Gütersloh 1977, ISBN 3-579-04460-5.
- Zwischen Reformation und Gegenwart.
  - Band 1: Vorträge, Aufsätze, Predigten. Lutherisches Verlags-Haus, Hannover 1983, ISBN 3-87502-148-7.
  - Band 2: Vorträge und Aufsätze. Lutherisches Verlags-Haus, Hannover 1988, ISBN 3-7859-0554-8.
- mit Bengt Hägglund: Kirche in der Schule Luthers. Festschrift für D. Joachim Heubach. Martin-Luther-Verlag, Erlangen 1995, ISBN 978-3-87513-100-0.
- Einsichten Martin Luthers – damals und jetzt. Analyse und Kritik. Martin-Luther-Verlag, Erlangen 2015, ISBN 978-3-87513-188-8.